# ديريك روديير
ديريك روديير (بالإنجليزية: Derek Rodier)‏ هو لاعب كرة قدم بريطاني في مركز ظهير ‏، ولد في 4 فبراير 1959 في إدنبرة في المملكة المتحدة. لعب مع بيرويك راينجرز ودونفرملين أثلتيك ونادي هيبرنيان.